# Pinneberg
Pinneberg (in basso tedesco Pinnbarg) è una città di 43 603 abitanti dello Schleswig-Holstein, in Germania.

È il capoluogo del circondario omonimo.